# Jeremy Irons
Jeremy John Irons, född 19 september 1948 i Cowes på Isle of Wight, är en brittisk skådespelare. Han är son till Barbara Anne Brereton (född Sharpe) och Paul Dugan Irons.
Irons fick ett genombrott som huvudperson i den klassiska brittiska miniserien En förlorad värld (Brideshead Revisited, 1981). Han har sedan dess mest gjort filmroller, många av dem i hollywoodfilmer. Bland annat gjorde han rollfiguren Simon i Die Hard - Hämningslöst (1995) och var med som Brom i filmen Eragon.
Jeremy Irons är sedan 1978 gift med skådespelaren Sinéad Cusack. De har två söner, Maximillian och Samuel.

## Filmografi (i urval)
- 1980 – Nijinsky
- 1981 – En förlorad värld (TV-serie)
- 1981 – Den franske löjtnantens kvinna
- 1982 – Svartjobb
- 1984 – Swann och kärleken
- 1986 – The Mission
- 1988 – Dead Ringers
- 1989 – Danny - bäst i världen
- 1989 – Australia
- 1990 – Mysteriet von Bülow
- 1993 – Andarnas hus
- 1994 – Lejonkungen (engelsk röst åt Scar)
- 1995 – Die Hard - Hämningslöst
- 1996 – Stealing Beauty
- 1997 – Lolita
- 1998 – Mannen med järnmasken
- 2000 – Dungeons and Dragons
- 2004 – Being Julia
- 2004 – Köpmannen i Venedig
- 2005 – Kingdom of Heaven
- 2005 – Casanova
- 2005 – Gallipoli (berättare)
- 2006 – Eragon
- 2008 – Appaloosa
- 2009 – Rosa pantern 2
- 2011 – The Borgias (TV-serie)
- 2011 – Margin Call
- 2012 – The Words
- 2012 – The Hollow Crown (TV-serie)
- 2013 – Beautiful Creatures
- 2013 – Night Train to Lisbon
- 2015 – High-Rise
- 2016 – Batman v Superman: Dawn of Justice
- 2016 – Race
- 2016 – Assassin's Creed
- 2017 – Justice League
- 2018 – Red Sparrow
- 2019 – Watchmen (TV-serie)
- 2020 – Love, Weddings & Other Disasters
- 2021 – Zack Snyder's Justice League
- 2021 – House of Gucci
- 2023 – The Flash